# Alquerque
Alquerque (In het Arabisch: el-qirkat) is een bordspel dat vooral in Spanje veel gespeeld wordt, maar oorspronkelijk door de Moren, tijdens hun bezetting van Spanje, meegebracht werd. Alquerque is een eeuwenoud spel. Op een van de dakpannen van een tempel in Qurna (Egypte), die ongeveer 1400 v.Chr. werd gebouwd, is een onafgemaakt Alquerque-diagram te zien. Het spel geldt als een voorloper van dammen.

## Geschiedenis
Alquerque bestaat al eeuwen in het Midden-oosten en Egypte. In het grote Libro de los Juegos (Boek der Spelen) van koning Alfons de Wijze worden verschillende versies van het spel beschreven en afgebeeld. Een van de voorbeelden uit het boek is bijna gelijk aan het spel dat tegenwoordig veel in Spaanse bodega's en cafés gespeeld wordt.
In Het Boek der Spelen wordt Alquerque vergeleken met schaken, "aangezien het met de geest wordt gespeeld". In het boek wordt ook nog verteld dat je beter de tweede zet kunt spelen, in plaats van te beginnen. Ook zal een spel tussen twee gelijke spelers volgens Koning Alfonso op een remise uitlopen.
Er bestaan speelborden die variëren van heel eenvoudig tot rijk versierd. Het speelbord is hetzelfde als er bij het spel Bagh Chal gebruikt wordt.

## Spelregels
|                     |                        |
| Figuur 1: Leeg bord | Figuur 2: Startpositie |

Twee spelers hebben beiden de beschikking over twaalf speelstukken, de een de witte, de ander de zwarte stukken. Aan het begin van het spel worden alle speelstukken op het speelbord gezet. (Zie figuur 2). De spelers zetten om de beurt.
Het doel is om als eerste alle stukken van de tegenstander te slaan.
- Een stuk mag naar elk aangrenzend punt (kruising van verschillende lijnen) op het speelbord worden verplaatst.
- Als een stuk, via een lijn, over een vijandelijk stuk naar een leeg punt kan worden gezet, dan wordt dat vijandelijke stuk geslagen. Het geslagen stuk wordt uit het spel genomen, en kan niet terug worden geplaatst.
- Wanneer een vijandelijk stuk kan worden geslagen, maar dit wordt verzuimd, dan wordt het stuk waarmee geslagen had kunnen worden uit het spel gehaald, en als geslagen beschouwd.
- Wanneer er een stuk is geslagen, kan er verder worden gesprongen. Hierbij mag van richting worden veranderd.

## Varianten

### Peralikatuma
|                     |                        |
| Figuur 1: Leeg bord | Figuur 2: Startpositie |

Peralikatuma is een variant van Alquerque dat op Ceylon wordt gespeeld. Het wordt gespeeld met 23 stukken per speler. De regels zijn hetzelfde als bij Alquerque.

### Fanorona
|                     |                        |
| Figuur 1: Leeg bord | Figuur 2: Startpositie |

Fanorona is een variant van Alquerque dat op Madagaskar wordt gespeeld. Het spel is ontstaan in 1680 toen het traditionele alquerque-speelbord werd verdubbeld. De spelregels zijn bij dit spel iets anders dan bij alquerque.

### Awithlaknannai
|                     |                        |
| Figuur 1: Leeg bord | Figuur 2: Startpositie |

Awithlaknannai is ook een variant van Alquerque en wordt gespeeld in New Mexico door de Zuñi-indianen. Ook hier zijn de regels hetzelfde als bij Alquerque.